# Abraham Youlios Kackanatt
Abraham Youlios Kackanatt (* 10. Juni 1944 in Kallooppara) ist ein indischer geistlicher und emeritierter syro-malankara katholischer Bischof von Muvattupuzha.

## Leben
Abraham Youlios Kackanatt empfing am 10. Oktober 1970 die Priesterweihe.
Er wurde am 12. Oktober 2007 zum Bischof von Muvattupuzha ernannt. Papst Benedikt XVI. bestätigte am 18. Januar des nächsten Jahres seine Ernennung. Der Großerzbischof von Trivandrum, Isaac Cleemis Thottunkal, spendete ihm am 9. Februar des nächsten Jahres die Bischofsweihe; Mitkonsekratoren waren Geevarghese Divannasios Ottathengil, Bischof von Battery, und Thomas Koorilos Chakkalapadickal, Erzbischof von Tiruvalla.
Die syro-malankarische Synode nahm am 11. Juni 2019 seinen altersbedingten Rücktritt an.